# 샤힌 2호
샤힌 2호는 파키스탄의 핵미사일이다.
샤힌 1호의 사거리를 늘린 것으로서, 미국의 퍼싱 II에 필적하는 것으로 알려져 있다.
무게 25톤, 길이 17.5 m, 직경 1.4 m, 탄두중량 1톤, 사거리 2,000 km이며, 2004년 3월 9일 최초로 시험발사했다. 2005년 6월 5일 미국 정찰위성에 바퀴 6개의 트럭에 장착된 것이 포착되었다. 2014년 11월 14일 다시 시험발사했다.
외국 출처에선 샤힌 2호가 CEP 350 m로서, 디자인은 중국의 DF-11, DF-25와 유사하다고 한다. 그러나 파키스탄에서 개최된 IDEAS 2004 전시회에서, 샤힌 2호는 GPS를 사용하며, 쪽집게 정밀타격(surgical precision)이 가능하다고 한다.

## 하트프 미사일
- Hatf I — 사거리 70 km, 탄두중량 500 kg, 무유도 로켓
- Hatf IA — 사거리 100 km, 탄두중량 500 kg, 무유도 로켓
- Hatf IB — 사거리 100 km, 탄두중량 500 kg, INS 유도
- Hatf II — 사거리 180 km, 핵탄두, 재래식탄두, 정밀유도
- Hatf III — en:Ghaznavi (missile), 사거리 320 km, 탄두중량 700 kg, 중국 en:DF-11 도입설
- Hatf IV — 샤힌 1호, 사거리 900 km, 탄두중량 1,000 kg, 2단 고체연료, INS 유도, GPS 정밀유도, CEP 25 m
- Hatf V — 가우리 1호
- Hatf VI — 샤힌 2호, 사거리 2,000 km, 2단 고체연료
- Hatf VII —바부르 순항 미사일, 사거리 700 km, 핵탄두, 재래식탄두, 저공비행
- Hatf VIII — 사거리 450 km
- Hatf IX — 사거리 60 km, 핵탄두, 재래식탄두, 정밀유도

## 중국
중국과 인도, 인도와 파키스탄은 군사적으로 대립중이며, 이에 중국과 파키스탄은 광범위한 군사협력을 하고 있다.
2000년 11월 MTCR에 위반하는 탄도미사일 부속품 등의 수출을 중단키로 미국과 중국이 합의했다. 2001년 5월 1일 중국 국영 무역회사인 CMEC가 중국과 파키스탄의 국경 산악지대에서 트럭으로 운반된 미사일 부속품을 파기스탄측에 공급하는 장면을 미국 정찰위성이 포착했다. 2001년 12번이나 이러한 수출을 하여 미국이 중국에 공식 항의했다.

## 같이 보기
- 샤힌 1호
- 샤힌 3호